# Irfaan Ali
Mohamed Irfaan Ali (ur. 25 kwietnia 1980 w Leonorze) – gujański polityk, od 2020 roku prezydent Gujany.

## Życiorys
Ali urodził się w muzułmańskiej rodzinie indogujańskiej w Leonorze, wiosce w regionie Demarara na zachodnim wybrzeżu Gujany. Ukończył liceum St. Stanislaus College w Georgetown. Posiada doktorat z urbanistyki i planowania regionalnego na University of the West Indies.
W wyborach prezydenckich 2 marca 2020 roku, kandydował na prezydenta a jego kontrkandydatem był ówczesny prezydent David Granger. Po przeliczeniu głosów w kraju wybuchł kryzys wyborczy, podczas którego zażądano ponownego przeliczenia głosów a upublicznienie wyników ponownego przeliczenia zajęło pięć miesięcy.
2 sierpnia 2020 w wyniku ogromnej presji ze strony organizacji międzynarodowych, takich jak CARICOM i Organizacja Państw Amerykańskich oraz państw takich jak Stany Zjednoczone i Brazylia, komisja wyborcza opublikowała wyniki, które dały Irfaanowi Ali zwycięstwo. Został zaprzysiężony na prezydenta jeszcze tego samego dnia.